# Hochschule Westnorwegen

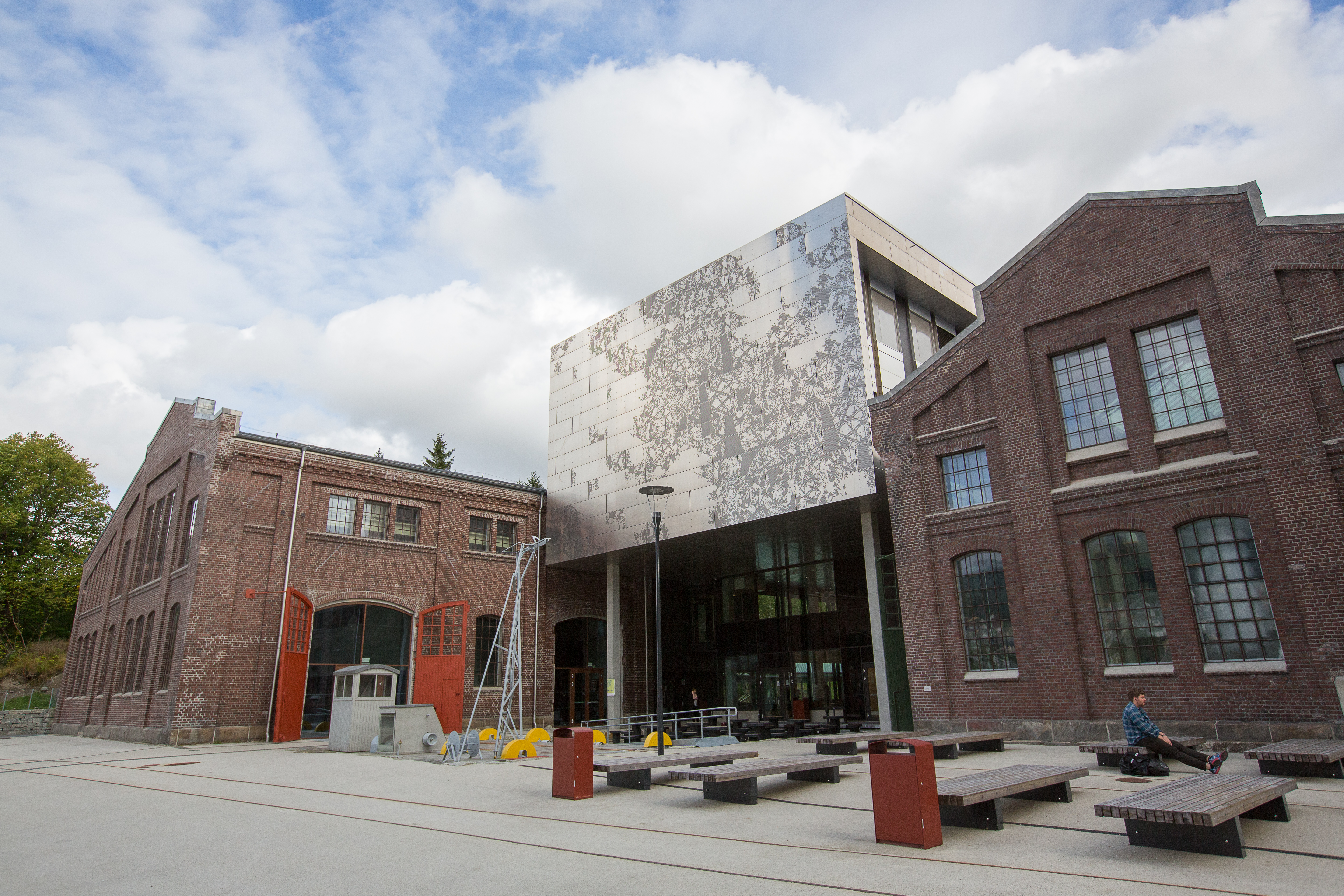
Eingang Campus Kronstadt in Bergen

Die Hochschule Westnorwegen (norwegisch Høgskulen på Vestlandet), kurz HVL, ist eine staatliche Hochschule mit Hauptsitz in Bergen. Sie entstand 2017 durch den Zusammenschluss dreier Vorgängerhochschulen.

## Geschichte
Zum 1. Januar 2017 entstand die Hochschule Westnorwegen durch Zusammenschluss der Hochschule Bergen mit der Hochschule Stord-Haugesund und der Hochschule Sogn og Fjordane, Gründungsrektor war Berit Rokne.

## Campus

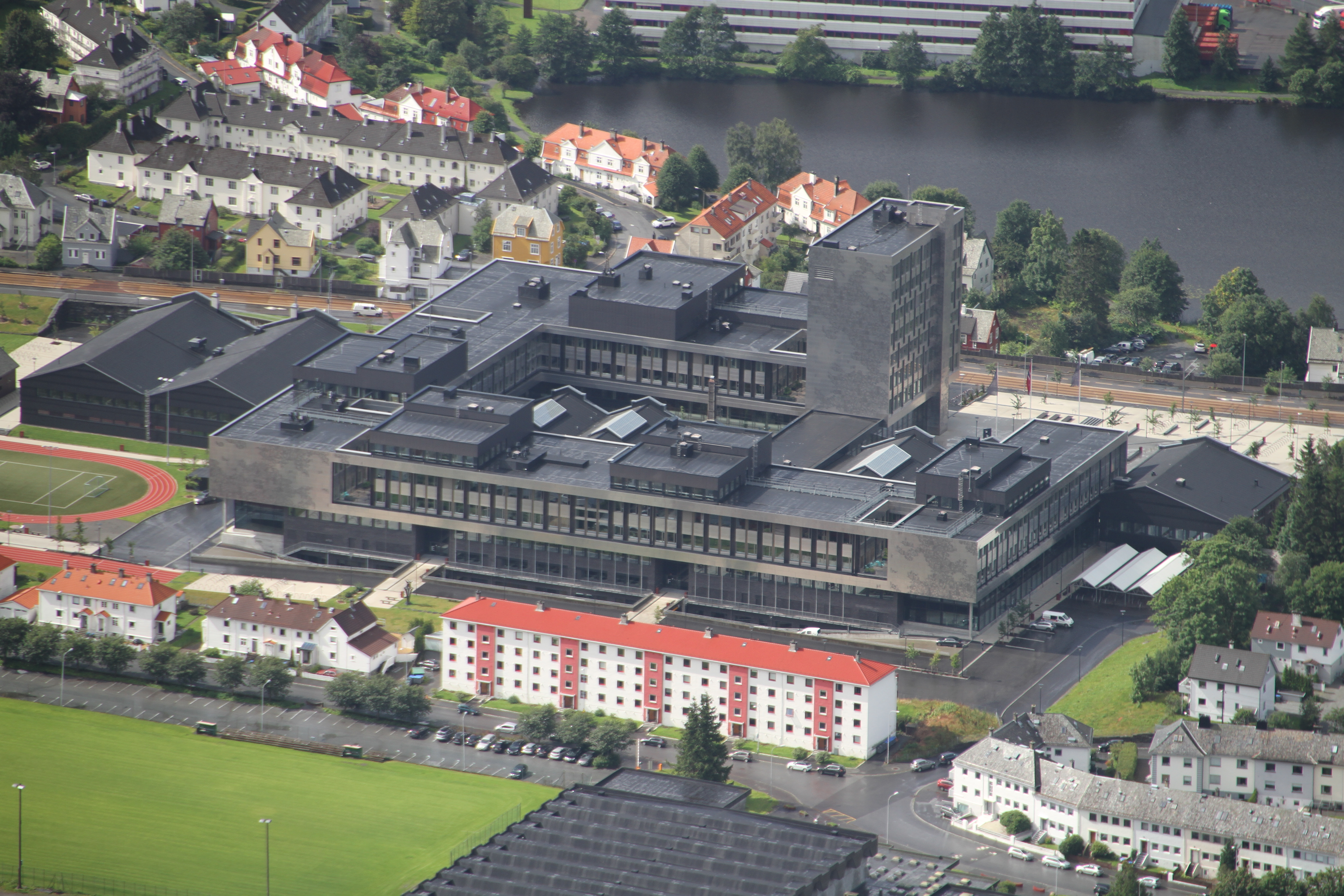
Luftbild des Campus Kronstadt in Bergen

Die Hochschule verfügt über insgesamt fünf Campus in Bergen, Førde, Haugesund, Sogndalsfjøra und Stord. In Bergen übernahm die Hochschule von ihrer Vorgängerin den erst zum 1. Mai 2014 bezogenen neuen Campus auf dem ehemaligen Gelände der NSB Verkstedet Kronstad am Inndalsveien 28.

## Fakultäten

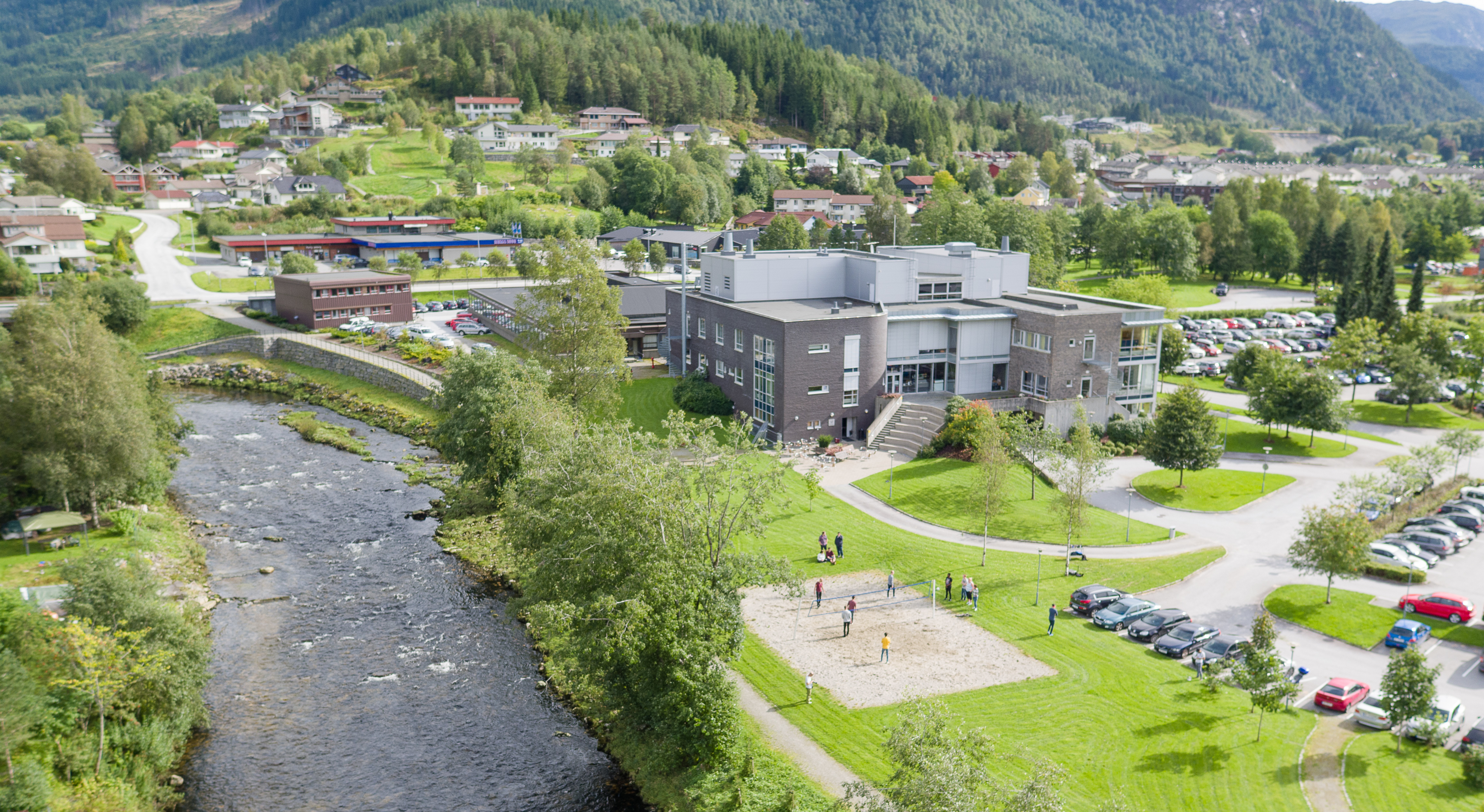
Campus Førde

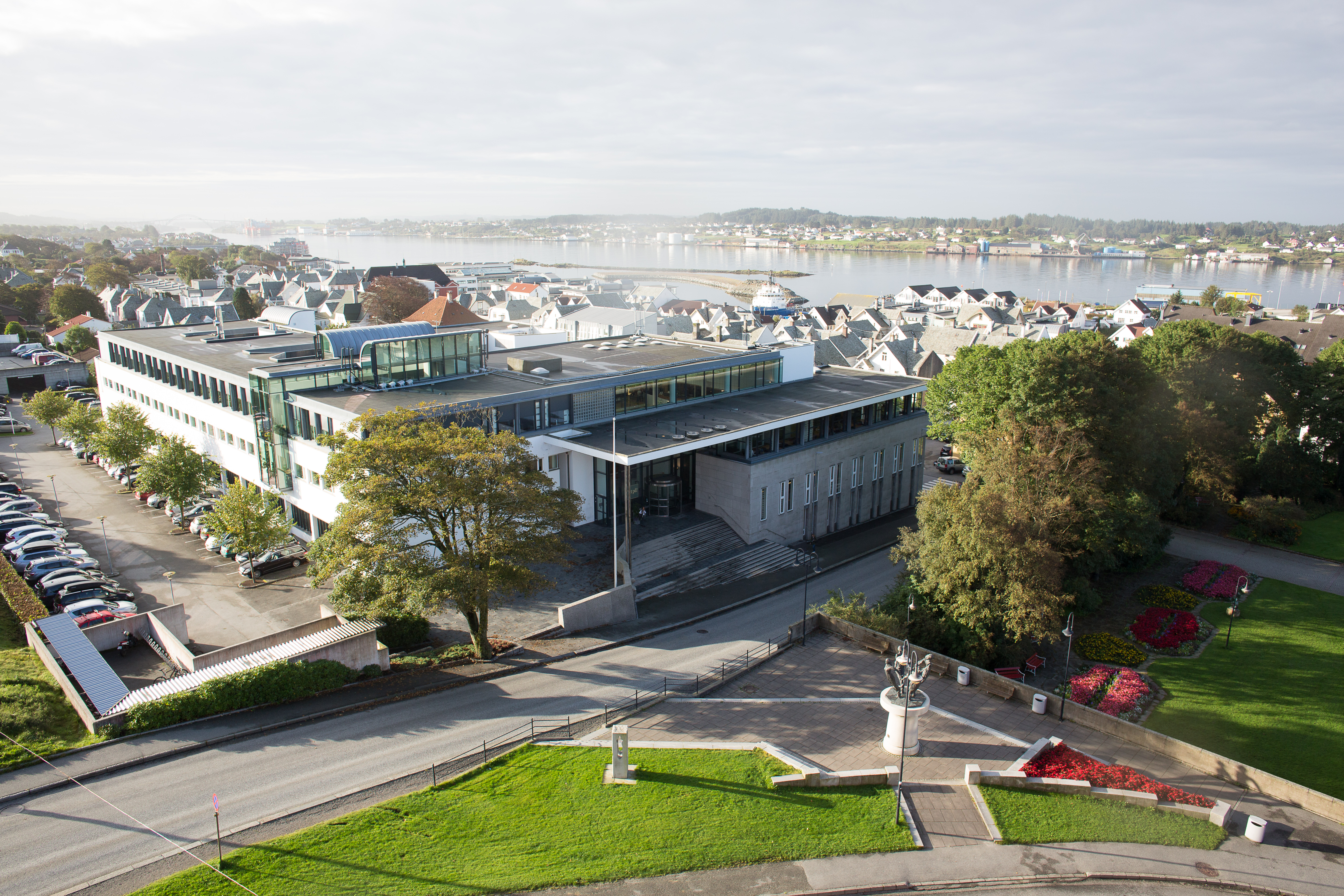
Ansicht des Campus Haugesund

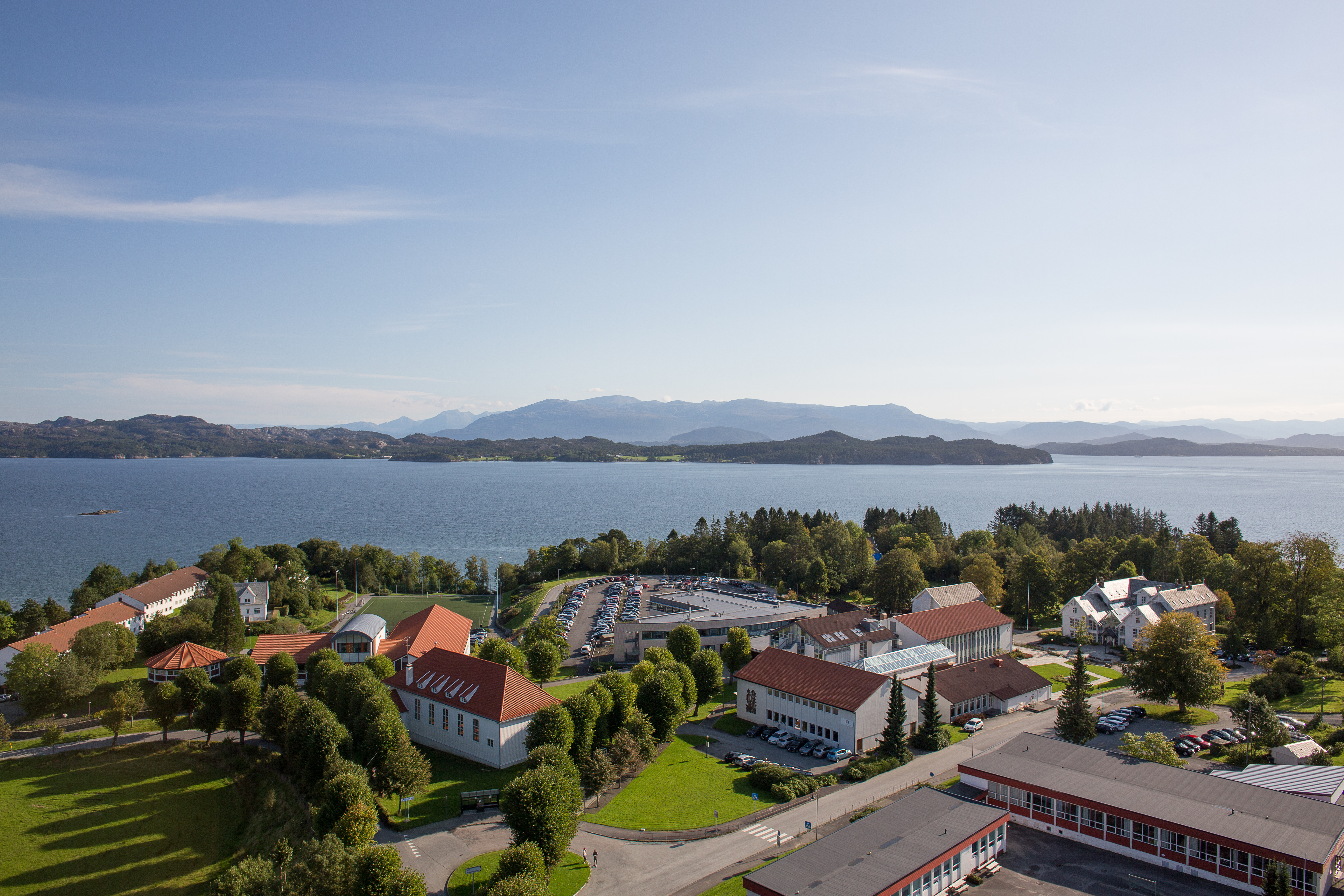
Campus Stord

Die HVL gliedert sich in vier Fakultäten:
- Fakultät für Erziehungswissenschaften, Künste und Sport (norwegisch Fakultet for lærarutdanning, kultur og idrett; 6000 Studierende; Bergen, Sogndal und Stord)
- Fakultät für Gesundheits- und Lebenswissenschaften (norwegisch Fakultet for helse- og sosialvitskap; 4900 Studierende; Bergen, Førde, Haugesund, Sogndal und Stord)
- Fakultät für Ingenieur- und Naturwissenschaften (norwegisch Fakultet for ingeniør- og naturvitskap; 3000 Studierende; Bergen, Førde, Haugesund und Sogndal)
- Fakultät für Wirtschafts- und Sozialwissenschaften (norwegisch Fakultet for økonomi og samfunnsvitskap; 2300 Studierende; Bergen, Haugesund und Sogndal)